# Menhir de Castellruf
El Menhir de Castellruf es troba a Santa Maria de Martorelles (el Vallès Oriental), inclòs a l'Inventari  del Patrimoni Arqueològic i Paleontològic de Catalunya.

## Descripció
És un bloc de granit, de 0,50 metres de costat i una alçària de 2,20 m aprox. La pedra té en la part de dalt una secció triangular amb els angles arrodonits, en una de les cares hi ha un gravat amb forma de jou, que s'assembla a una lletra B. El solc del gravat, fou esculpit per repicat i posterior abrasió. Podria ser que el símbol en forma de B seria la representació d'una deessa de caràcter atlàntic o de fertilitat. És datat del Neolític Final (3300 aC-2500 aC) Es significatiu apuntar que, en el municipi d'Agullana en l'Alt Empordà, existeix un altre menhir el menhir dels Palaus amb un símbol gravat idèntic al de Santa Maria de Martorelles i de la mateixa antiguitat.
La pedra va ser descoberta per Andrés Cueto del Rio, veí de Santa Maria de Martorelles i arqueòleg afeccionat, cap al 1960 dins del bosc d'en Mates, a la carena que va des del Turó d'en Galzeran fins al de Castellruf, en un punt més o menys equidistant d'ambdós turons i a prop del desaparegut Pi d'en Casals (a prop del Dolmen de Castellruf i relativament a prop també del Dolmen de Can Gurri). A manca d'interès de l'administració per la troballa, el 1965, per iniciativa de Josep Marin i Andrés Cueto, la pedra es va encanyar amb branques d'alzina i es va baixar amb un Toro excavadora de la pedrera Cyasa, obrint pas i camí, pel mig del bosc, amb moltes penes i treballs, fins a Santa Maria de Martorelles, on es col·locà en el començament del carrer Lòpez de castro-Baixada de la font. Actualment s'ha restaurat en el Centre de Restauració de Béns Mobles (CRBM), ubicat a Sant Cugat. Ara es troba clavat al terra al costat de l'entrada de l'ajuntament de Santa Maria de Martorelles.

## Accés
És ubicat a Santa Maria de Martorelles: Inici del carrer López de Castro- confluència amb el carrer Baixada de la Font). Coordenades: x=437833 y=4596866 z=178. UTM: 31 N - 437742 - 4596666.